# 1911年香港
|        | 香港歷史 \| 香港歷史年表                                                                                                   |
| 世紀： | 19世紀香港 \| 20世紀香港 \| 21世紀香港                                                                                     |
| 年代： | 1880年代香港 \| 1890年代香港 \| 1900年代香港 \| 1910年代香港 \| 1920年代香港 \| 1930年代香港 \| 1940年代香港               |
| 年份： | 1907年香港 \| 1908年香港 \| 1909年香港 \| 1910年香港 \| 1911年香港 \| 1912年香港 \| 1913年香港 \| 1914年香港 \| 1915年香港 |
| 紀年： | 辛亥年（猪年）、香港開埠70周年                                                                                             |

## 大事記
- 1月18日，黃興抵港，與趙聲密謀在港設立起義推翻滿清統籌部。
- 1月30日，頒佈《香港大學組織條例》。
- 1月，粵港重訂《提犯章程》。
- 2月4日，譚人鳳應邀到港，共商聯絡中部各省籌劃廣州起義。
- 2月，黃一歐自東京運軍火抵港。
- 3月27日，香港首次飛機表演在沙田試飛成功。
- 4月8日，起義統籌部在香港召開發難會，並決定4月13日分10路進攻廣州。
- 4月中，黃興電召宋教仁抵港。
- 4月24日，黃興電阻留港敢死隊員進省。
- 4月27日，黃花崗起義爆發。
- 4月29日，黃興退至香港雅麗氏醫院養傷。
- 5月初，黃興等隠匿筲箕灣養傷。
- 5月18日，趙聲在香港病故。
- 5月，中國日報因刊登有煽動性文章，出版人伍漢持被判苦工監2年。
- 6月7日，輔政司梅含理調任斐濟總督，班士出任輔政司。
- 6月16日，印裔地產富商麼地爵士逝世，終年72歲。
- 6月22日，舉行英皇佐治五世登基加冕典禮。
- 6月，黃興在港組「東方暗殺團」。
- 7月26日-27日，颱風正面襲港，香港天文台懸掛黑十字風球並嗚風炮三響警告[1]，無傷亡[2]。
- 8月5日，颱風再度正面襲港，香港天文台懸掛黑十字風球並嗚風炮三響警告。
- 8月14日，九廣鐵路華段通車，標誌著整條九廣鐵路全線開通，香港與廣州各自舉行通車典禮，港方由輔政司布魯因在上午9時於尖沙咀主持，並乘首列火車到羅湖。廣州方面，亦於同日上午，由清廷代表李清風、陳望曾從大沙頭乘首列火車到深圳。雙方官員步行至羅湖橋，主持接軌典禮，當晚兩段鐵軌正式接通。[3]
- 9月3日，粵漢鐵路股東在港成立「廣東保路會」。
- 10月2日，黃興在香港會見湖北代表，表示支持武昌起義計劃。
- 10月9日，九龍首間醫院廣華醫院落成，港督盧吉主持開幕。
- 10月18日，大清銀行及《商報》懸掛黃龍旗，引起市民騷動，直至撤旗方息。
- 10月28日，中環聖保羅堂建成開幕。
- 10月，由蒲魯賢創建、何甘棠捐助的「蒲魯賢救濟孤寡人殘疾人基金」正式設立。
- 11月6日，政治暗殺事件頻生，港府加派軍警巡邏。
- 11月9日：
  - 粵督張鳴岐在港督盧吉親自護送下逃離廣州後來港，安置於匯豐銀行董事長之官邸。
  - 廣東宣佈獨立，香港市面一片混亂，商店被搶掠，西人於街頭受襲，有人甚至叫喊「殺死洋人」、「趕走英人」。
- 11月10日：
  - 胡漢民離港抵穗，出任廣東軍政府都督。
  - 港府接受張嗚歧建議，暫停九廣鐵路通車。
  - 港府加強邊境各警崗的駐守人員。
- 11月12日，香港華人停業慶祝廣東獨立共和。
- 11月19日，港督盧吉於港督府召開華人領袖會議。
- 11月20日，香港印刷工人為抗議港府逮捕該業同盟會首領，舉行同盟罷工，是日起英文、漢文、日文報紙全部停刊[4]:283。
- 11月29日，頒佈《維持治安修訂條例》。
- 11月30日，香港商人籌款200萬港元交予廣東軍政府。
- 11月，全港報館工人罷工達20餘日。
- 12月21日，孫中山抵港，胡漢民偕同廖仲愷乘兵艦赴香港迎接，孫中山登岸後與各界會晤，留港5小時。[3]
- 12月29日，頒佈《有利銀行發行紙幣條例》。
- 12月，香港襲警、仇殺等罪案急增。
- 本年：
  - 頒佈《社團條例》。
  - 南美洲國家玻利維亞在港設領事館。
  - 九龍街市建成。
  - 荔枝角驗疫所建成。
  - 出入境搜查處建成。
  - 馬己仙峽道落成通車。
  - 米業商會成立。
  - 記者同盟會成立。
  - 中環、旺角、深水埗及筲箕灣鋪設地下水道。
  - 政府財政收入為749萬，支出707萬。[3]
  - 總人口突破60萬，為625,166人，外國人佔14,798名。[3]

## 出生人物
- 5月28日－馮秉芬爵士，香港政商界人物，馮平山之子，啟祥洋行創辦人，港英時代曾任市政局首席非官守議員，先後擔任立法局及行政局首席華人非官守議員。

## 逝世人物
- 6月16日，麼地爵士（72歲）。